# Các phong trào dân chủ tại Trung Quốc
Các phong trào dân chủ tại Trung Quốc là một loạt các phong trào chính trị được tổ chức lỏng lẻo, trong và ngoài Trung Quốc, chống lại sự hệ thống đơn đảng của Đảng Cộng sản Trung Quốc (ĐCSTQ). Phong trào Bức tường Dân chủ từ tháng 11 năm 1978 đến mùa xuân năm 1981 thường được coi là khởi đầu của phong trào dân chủ Trung Quốc đương đại. Bên cạnh phong trào Bức tường Dân chủ, các sự kiện biểu tình và thảm sát Thiên An Môn năm 1989 cũng là một trong những ví dụ điển hình của phong trào dân chủ Trung Quốc.

## Các cuộc biểu tình

### Bức tường Dân chủ
Đây là một bức tường gạch dài trên phố Tây Đơn, quận Tây Thành, Bắc Kinh đã trở thành tâm điểm cho bất đồng quan điểm dân chủ. Bắt đầu vào tháng 12 năm 1978, song song với chính sách của Đảng Cộng sản Trung Quốc "tìm kiếm sự thật từ thực tế", các nhà hoạt động trong phong trào dân chủ, chẳng hạn như Xu Wenli, ghi lại tin tức và ý tưởng, thường ở dạng áp phích tấm lớn (dazibao), trong một giai đoạn được biết đến là "Mùa xuân Bắc Kinh".

### Sự kiện Thiên An Môn 1989
Sự kiện là một loạt các cuộc biểu tình do sinh viên lãnh đạo được tổ chức tại Quảng trường Thiên An Môn, Bắc Kinh trong năm 1989. Các cuộc biểu tình bắt đầu vào ngày 15 tháng 4 và bị đàn áp vào ngày 4 tháng 6 khi chính phủ tuyên bố thiết quân luật và cử Giải phóng quân Nhân dân chiếm đóng các khu vực của trung tâm thủ đô Bắc Kinh.
Ước tính tổng cộng có khoảng 241 — 3.000 người thiệt mạng và từ 2.000 — 10.000 người bị thương.

### Biểu tình ủng hộ dân chủ ở Trung Quốc 2011
Biểu tình ủng hộ dân chủ ở Trung Quốc 2011 là những cuộc tuần hành trên đường phố của những người đòi dân chủ ở hàng chục thành phố của Trung Quốc Đại Lục. Những cuộc biểu tình này bắt đầu vào ngày 20 tháng 2 năm 2011, được lấy cảm hứng và đặt tên theo cuộc Cách mạng Hoa Nhài.

### Biểu tình Ô Khảm 2011
Các cuộc biểu tình ở Ô Khảm hay Phản kháng tại Ô Khảm là một cuộc phản đối chống lại sự tham nhũng và bất công xã hội khởi đầu vào tháng 9 năm 2011 và leo thang trong tháng 12 năm 2011, diễn ra với các sự kiện trục xuất các quan chức Đảng Cộng sản Trung Quốc, bao vây thôn và căng thẳng tiếp diễn sau đó tại thôn Ô Khảm, thuộc nhai đạo Đông Hải, thành phố cấp huyện Lục Phong, thành phố cấp địa khu Sán Vĩ của tỉnh Quảng Đông.

### Biểu tình cầu Tứ Thông 2022
Vào ngày 13 tháng 10 năm 2022, một cuộc biểu tình trên cầu Tứ Thông ở Bắc Kinh đã được tổ chức bởi một người biểu tình đã dán biểu ngữ trên cầu và đốt lốp xe. Thông tin về cuộc biểu tình lan truyền nhanh chóng trên các phương tiện truyền thông xã hội trực tuyến và nhanh chóng bị chính quyền Trung Quốc kiểm duyệt. Những khẩu hiệu phản đối tương tự sau đó đã xuất hiện dưới dạng graffiti ở các thành phố khác tại China và qua AirDrop.

### Biểu tình chống phong tỏa COVID-19 tại Trung Quốc 2022
Vào tháng 11 năm 2022, sau vụ hỏa hoạn Ürümqi năm 2022, các cuộc biểu tình đoàn kết chống lại các chính sách Zero-COVID của chính phủ đã nổ ra ở Ürümqi và trên toàn quốc. Tại Thượng Hải, hàng trăm người hô vang "Hãy từ chức, Tập Cận Bình! Hãy từ chức, Đảng Cộng sản!"